# 吉隆繁缕
吉隆繁缕（学名：Stellaria gyirongensis）为石竹科繁缕属的植物，为中国的特有植物。分布在中国大陆的西藏等地，生长于海拔2,450米的地区，多生长于山坡杂木林下，目前尚未由人工引种栽培。